# Ендербі
Ендербі — рідкісна зникаюча порода декоративних кролів.

## Історія
У 1865 році на один з островів Оклендского архіпелагу, Ендербі, були випущені дванадцять сріблястих кроликів. У повній ізоляції відрізаного від світу острова поголів'я розвивалося протягом наступних 130 років, сформувавши окрему лінію з характерними ознаками, властивими і нинішній породі.
Проте на початку 1990-х років, з метою збереження дикої флори і фауни острова, кролики практично повністю були знищені.
У 1992 році стадо з 49 особин вдалося врятувати і перевезти в Нову Зеландію, де ентузіасти взялися відтворювати породу кролів острова Ендербі, яка сьогодні вважається дуже рідкісною і в усьому світі нараховує не більше 300 особин.

## Темперамент
Досить дикі, насторожені кролики можуть бути вельми примхливими, нервовими, постійно перебувають в очікуванні нападу. При будь-якому гучному звуці, появі чогось незвичного тварин опановує паніка і бажання сховатися в гнізді або заритися в підстилку.
Проте, турботливий і ласкавий власник зможе зруйнувати недовіру і побороти страхи свого вихованця. Згодом Ендербі стають абсолютно ручними, ласкавими і дуже прив'язуються до людини.

## Біологічні характеристики
Ендербі зовні схожий на сріблястого кролика, від якого і походить, але трохи менший - вага дорослої особини становить близько 2 кг, вузьке тіло компактне. Голова невелика, злегка довгаста, вуха середньої довжини, розташовані V-подібно, насторожені. Шерсть м'яка, шовковиста.
Забарвлення переважно сріблясто-сіре, з темним підшерстям глибокого відтінку блакитного сланцю. Голова, вуха і хвіст темніші, ніж основне забарвлення, часто чорні.
У посліді іноді може виявитися рецесивний ген, і тоді народжуються чарівні кремові або бежеві кроленята.
З віком, як і у інших сріблястих кроликів, проявляється сріблястість шерсті, яка досягає 80% загального забарвлення. При цьому голова, вуха, ноги і хвіст залишаються темними або посріблені незначно. Якщо мордочка покрита сріблястими волосками, що частіше буває у дорослих особин, на носі добре видно велику темну мітку у вигляді характерного метелика.
Хутро своєю якістю зовсім не схоже на хутро сріблястого кролика, шерсть Ендербі довша і м'якіша.